# Berry Berenson
Berinthia „Berry“ Berenson Perkins (* 14. April 1948 in New York City; † 11. September 2001 ebenda) war eine amerikanische Schauspielerin, Fotografin und Model.

## Leben

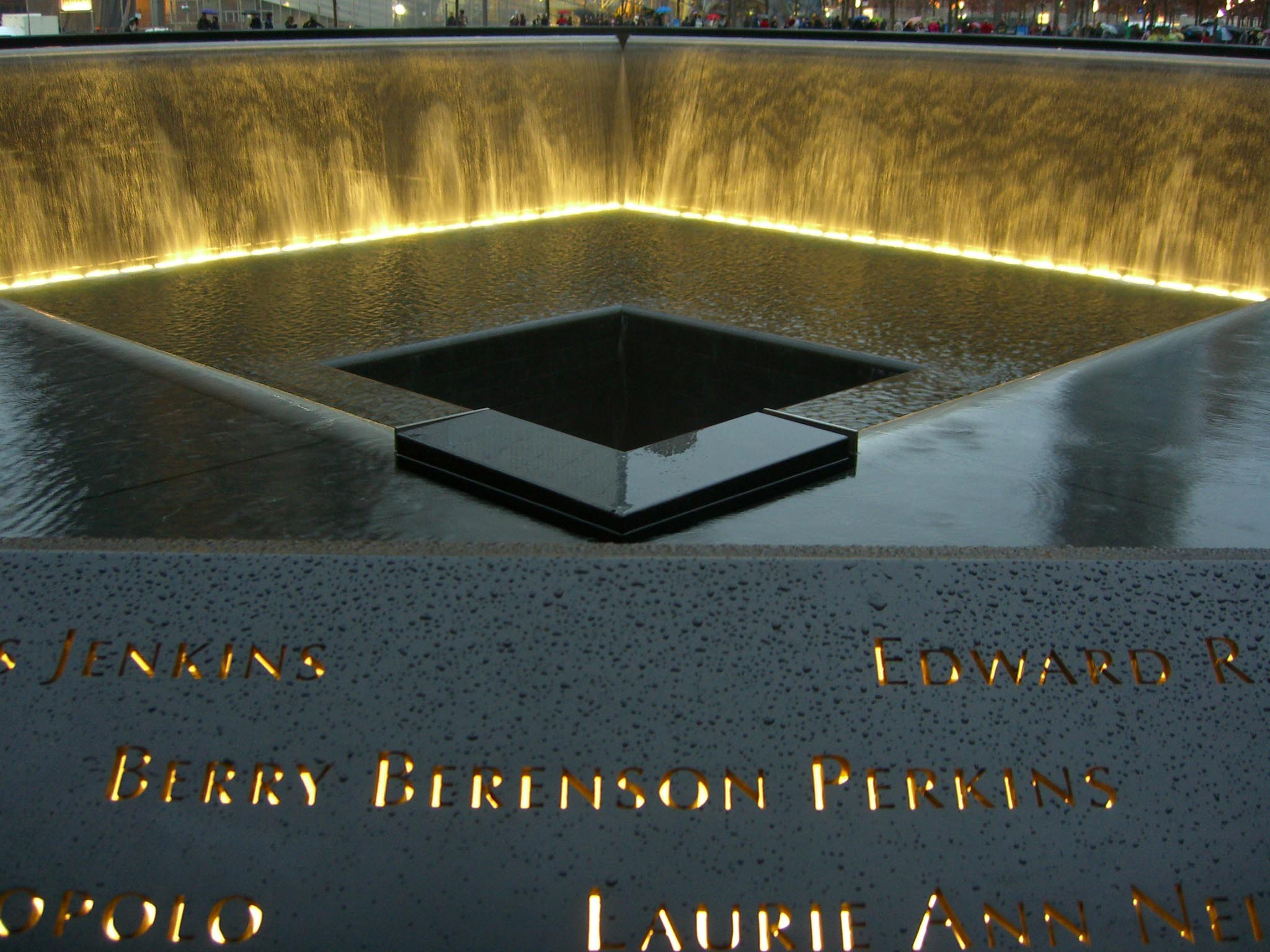
Berry Berensons Name als Inschrift auf dem Nord-Gedenkbrunnen des National September 11 Memorial

Nach einer kurzen Karriere als Fotomodell begann sie, unterstützt durch die Vogue-Chefredakteurin Diana Vreeland, als Modefotografin zu arbeiten. Zudem war sie unter anderem für Andy Warhols Zeitschrift Interview tätig. Im Jahr 1973 waren Arbeiten von ihr bereits in Harper’s Bazaar, Life, Glamour, Vogue und Newsweek veröffentlicht worden. In den 1990er Jahren fotografierte sie etliche Titelseiten von Life, und es erschienen weiterhin Arbeiten von ihr in Vogue.
In den Jahren von 1978 bis einschließlich 1982 war sie in vier Film- und Fernsehproduktionen zu sehen.
Sie starb im Alter von 53 Jahren bei den Terroranschlägen des 11. September 2001 als Passagierin von American-Airlines-Flug 11, der als erstes ins World Trade Center flog.
Ihre Schwester ist die Schauspielerin Marisa Berenson, ihre Großmutter die Modedesignerin Elsa Schiaparelli.

## Privates
Sie war die Ehefrau von Anthony Perkins, mit dem sie die beiden Söhne Osgood und Elvis hatte.

## Filmografie (Auswahl)

### Filme und Fernsehsendungen
- 1978: Du wirst noch an mich denken (Remember My Name)
- 1979: Philadelphia Clan (Winter Kills)
- 1980: Scruples (Miniserie, 1 Folge)
- 1982: Katzenmenschen (Cat People)

### Zusätzliche Crew
- 2002: How to Draw a Bunny (Archivmaterial)

### Als sie selbst
- 1976: The Mike Douglas Show (Fernsehserie, 1 Folge)
- 1979: Fashion (Fernsehserie, 1 Folge)